# Musique, citoyennes !
Albums de Francesca Solleville
Francesca Solleville 83 Je suis ainsi
Musique, citoyennes ! est un double album de Francesca Solleville, sorti pour le bicentenaire de la Révolution française en 1989. 

## Titres
Disque 1, face A
- Hymne des Montagnards aux Jacobins (la Marseillaise) - 1793 - 2 min 56 s
- Lettre d'une fille autrefois religieuse... - 1789 - 3 min 01 s
- Chanson nouvelle de deux dames de la halle... - 1789 - 2 min 33 s
- La Poursuite et le retour de la famille ci-devant royale... - 1791 - 2 min 00 s
- La Carmagnole - 1793 - 3 min 03 s

Disque 1, face B
- Frère... Entends-tu ?... - 3 min 14 s
- Chanson grenadière - 1792 - 1 min 55 s
- Confession de Marie-Antoinette... - 1792 - 2 min 53 s
- Les Voyages du bonnet rouge - 1792 - 2 min 04 s
- Hymne sur l'abolition de l'esclavage... - 1794 - 4 min 21 s

Disque 2, face A
- Ah ! Ça ira... - 1790 - 2 min 01 s
- Chant funèbre d'une mère... - 1793 - 3 min 40 s
- Adieu des françaises... - 1792 - 1 min 53 s
- Le divorce (chant) - 1792 - 2 min 00 s
- Chanson (à boire) - 1793 - 1 min 21 s

Disque 2, face B
- Départ des Amazones françaises... - 1793 - 2 min 07 s
- Le Salut de l'Empire - 1792 - 1 min 30 s
- Couplets adressés à mon époux - 1793 - 3 min 30 s
- Le secret des sorcières - 1988 - Pierre Grosz / Michel Précastelli - 3 min 30 s
- Aux enfants de l'an prochain - 1988 - Pierre Grosz / Michel Précastelli - 5 min 00 s

## Autour de l'album
- Le Divorce et La Chanson nouvelle des deux dames de la halle sont enregistrées avec le concours de Corinne Ciccolari.
- Enregistré aux studios Harry Son.
- Dessin original : Ernest Pignon-Ernest.
- Numérisation et mise en couleur informatique réalisées à l'Atelier d'Image et d'Informatique de l'ENSAD.
- Maquette : Marc Morand.